# 하인리히 폰 피팅호프

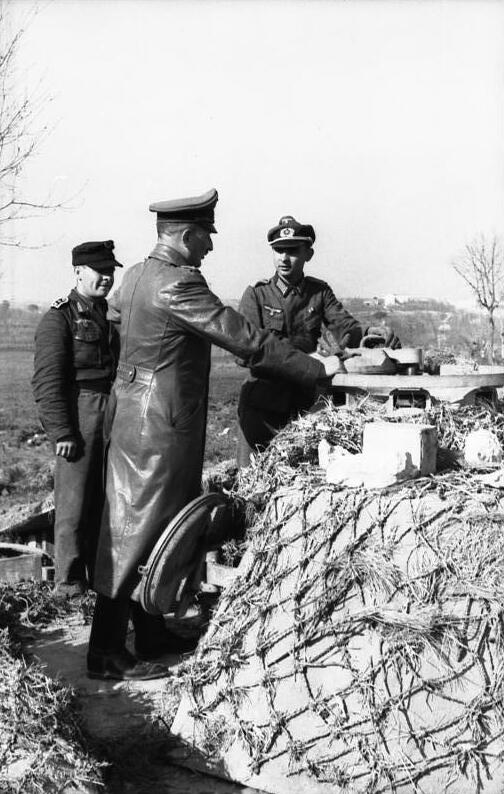
이탈리아 전선에서 위장한 전차를 검사하는 피팅호프, 1944년 4월

하인리히 고트프리트 폰 비팅호프 게난트 셸(독일어: Heinrich Gottfried von Vietinghoff genannt Scheel, 1887년 12월 6일 ~ 1952년 2월 23일)는 독일의 군인으로, 제2차 세계 대전 중 독일 국방군 육군 (Wehrmacht Heer)의 상급대장 (Generaloberst) 이었다.

## 젊은 시절과 가족
피팅호프는 1887년, 헤센 대공국의 마인츠에서 태어났다. 그의 아버지는 프로이센 왕국군의 포병 중장 하인리히 오토 콘라트 폰 피팅호프 게난트 셸 (Heinrich Otto Konrad von Vietinghoff genannt Scheel, 1857~1917)이며, 어머니는 레오나 그레핀 폰 피팅호프 게난트 셸 (Leona Gräfin von Vietinghoff genannt Scheel, 1861~1942)이다. 군인의 길을 걸어 제1차 세계 대전 중인 1915년, 보병 대위로 승진하였고, 1917년부터 참모본부에서 일하였다. 전후인 1920년, 베를린에서 전쟁 미망인 엘프리데 바그너 (Elfriede Wagner) 와 결혼하였다. 1926년에 소령, 1933년에 대령으로 승진하였고, 1936년에 장갑병 소장, 1938년에 중장으로 승진하였다.

## 군사 경력
제2차 세계 대전이 발발하자, 피팅호프는 독일 5 기갑사단을 이끌고 폴란드 침공에 참여하였다. 1942년에 9월에 제9군 사령관 대행을 맡았으며, 1943년에 상급대장으로 승진해, 이 해 8월부터 이탈리아 전선에 있는 제10군 사령관에 임명되었다. 1944년 10월부터 1945년 1월까지 부상한 남서 방면군 사령관 알베르트 케셀링을 대신해 지휘하였다.
그 후 쿠를란트 군 집단 (Heeresgruppe Kurland)의 사령관을 맡아 1945년 3월, 이탈리아 전선의 C군 집단 사령관에 임명되었다. 1945년 4월말, 연합군과 교섭해 4월 29일, 카세르타 (Caserta)에서 5월 2일 정오에 휘하 부대를 항복시키는 것에 합의하였다. 영국군의 포로가 되어 2년 반 동안 포로 생활을 하였다.
전후에는 독일의 재군비 문제에 관여하였으며, 1952년에 프론텐리트 (Pfronten-Ried)에서 사망하였다.

## 같이 보기
- 이탈리아 전역 (제2차 세계 대전)